# Nisaetus alboniger
L'aquila dal ciuffo di Blyth (Nisaetus alboniger Blyth, 1845) è un uccello rapace della famiglia degli Accipitridi diffuso nella penisola malese e nelle isole di Sumatra e Borneo.

## Descrizione

### Dimensioni
Misura 50-58 cm di lunghezza, per un peso di 830 g; l'apertura alare è di 100-115 cm.

### Aspetto
È un'aquila di piccole dimensioni e di fragile costituzione, di dimensioni di gran lunga inferiori a quelle della maggior parte dei suoi altri congeneri. L'aquila dal ciuffo di Blyth presenta un dimorfismo sessuale assai spiccato. Il maschio adulto ha le parti superiori, compresa la testa e la cresta, nere. Le copritrici alari sono un po' più opache. Le parti inferiori sono bianche con striature longitudinali nere sulla gola e delle strisce sul petto. Il ventre e le cosce sono finemente barrate di nero. La parte inferiore della coda presenta una banda mediana sottile e una larga banda terminale di colore nero su sfondo grigio. La cera è nera, le zampe giallo chiaro. Le giovani femmine hanno la testa fulva e una cresta dall'estremità color camoscio. Le piume delle parti superiori sono marroni con terminazioni più chiare. La coda presenta 4 o 5 bande scure. Le parti inferiori sono color camoscio uniforme o con segni più scuri. I fianchi sono spesso segnati da macchie poco evidenti. Le femmine del secondo o terzo anno hanno il corpo color camoscio più o meno barrato e striato di nero, ma viste da sotto presentano segni delle remiganti e della coda già molto simili a quelli delle femmine adulte.

## Biologia
L'aquila dal ciuffo di Blyth plana raramente. Il suo richiamo più frequente è costituito da un grido penetrante yhu-yhu-yip-yip-yip, le cui ultime tre note sono più alte di quelle precedenti. Tuttavia, esso è meno stridente del richiamo dell'aquila dal ciuffo variabile (Nisaetus cirrhatus), che occupa parte dello stesso areale.

### Alimentazione
Questo rapace si nutre principalmente di piccole lucertole, di piccoli mammiferi (compresi i pipistrelli) e di uccelli. È particolarmente agile e caccia utilizzando la tecnica propria degli accipitridi, scrutando i dintorni dalla cima di un posatoio situato in mezzo al fogliame.

### Riproduzione
L'aquila dal ciuffo di Blyth costruisce il suo nido sugli alberi. Come molti rapaci, è piuttosto abitudinaria e utilizza lo stesso sito di nidificazione per diversi anni consecutivi, purché non venga disturbata. Non conosciamo esattamente il numero delle uova deposte: quel che è certo è che la coppia alleva solitamente un solo aquilotto.

## Distribuzione e habitat
L'aquila dal ciuffo di Blyth frequenta le foreste di altitudine tra 500 e 1500 metri (a volte anche 2200 metri). In generale, è presente in tutti quei luoghi dal terreno un po' accidentato ricoperti di alberi, foreste e arbusti dove trova condizioni favorevoli per le sue modalità di nidificazione e di caccia. Il suo areale è limitato ad un'area non troppo vasta del Sud-est asiatico. Si trova nell'estremità meridionale della Thailandia, nella penisola malese, a Sumatra e nelle piccole isole vicine. Nel Borneo la sua presenza è stata riscontrata solamente nell'estremità settentrionale dell'isola, vale a dire nel Sabah e nel territorio del Brunei. Non sappiamo ancora con precisione se sia presente anche nel Sarawak e nel Kalimantan (la parte meridionale del Borneo, possedimento dell'Indonesia).